# Puchar Australii i Nowej Zelandii w narciarstwie dowolnym 2024
Puchar Australii i Nowej Zelandii w narciarstwie dowolnym 2024 rozpoczął się 14 sierpnia 2024 r. w australijskim ośrodku narciarskim Mount Hotham zawodami skicrossu, natomiast finałowe zmagania sezonu (w halfpipe'ie) zorganizowano 1 października tego samego roku w nowozelandzkim ośrodku Cardrona.

## Konkurencje
- MO = jazda po muldach
- DM = jazda po muldach podwójnych
- SX = skicross
- HP = halfpipe
- SS = slopestyle
- BA = big air

## Kalendarz i wyniki

### Mężczyźni
| Lp. | Data                | Miejscowość     | Konkurencja | 1. miejsce           | 2. miejsce           | 3. miejsce           |
| --- | ------------------- | --------------- | ----------- | -------------------- | -------------------- | -------------------- |
| 1.  | 14 sierpnia 2024    | Mount Hotham    | SX          | Liam Michael         | Emerson Facer        | Adelijiang Hasitier  |
| 2.  | 15 sierpnia 2024    | Mount Hotham    | SX          | Liam Michael         | Bolati Bolaxiake     | Adelijiang Hasitier  |
|     | 16 sierpnia 2024    | Mount Hotham    | SX          | Odwołano             | Odwołano             | Odwołano             |
| 3.  | 17 sierpnia 2024    | The Remarkables | SS          | Kai Martin           | Finley Melville Ives | Ruka Ito             |
| 4.  | 27 sierpnia 2024    | Perisher        | MO          | Ikkei Fujimura       | Osuke Nakahara       | George Murphy        |
| 5.  | 28 sierpnia 2024    | Perisher        | MO          | Ikkei Fujimura       | George Murphy        | Edward Hill          |
|     | 31 sierpnia 2024    | Mount Buller    | DM          | Odwołano             | Odwołano             | Odwołano             |
| 6.  | 5 września 2024     | Cardrona        | SS          | Miro Tabanelli       | Lucas Ball           | Leonardo Donaggio    |
| 7.  | 30 września 2024    | Cardrona        | BA          | Lucas Ball           | Cameron Waddell      | Finley Melville Ives |
| 8.  | 1 października 2024 | Cardrona        | HP          | Finley Melville Ives | Luke Harrold         | Ben Fethke           |
|     | 2 października 2024 | Cardrona        | SS          | Odwołano             | Odwołano             | Odwołano             |

### Klasyfikacje
| Lp. | Zawodnik            | Punkty |
| --- | ------------------- | ------ |
| 1.  | Liam Michael        | 200    |
| 2.  | Emerson Facer       | 130    |
| 3.  | Bolati Bolaxiake    | 120    |
| 4.  | Adelijiang Hasitier | 120    |
| 5.  | Aso Suzuki          | 90     |
| 6.  | Bayley Sadler       | 81     |
| 7.  | Sailike Ayiboli     | 77     |
| 8.  | Luke Irving         | 68     |
| 9.  | Benjamin Irving     | 53     |
| 10. | Harry Irving        | 52     |

| Lp. | Zawodnik         | Punkty |
| --- | ---------------- | ------ |
| 1.  | Ikkei Fujimura   | 200    |
| 2.  | George Murphy    | 140    |
| 3.  | Edward Hill      | 105    |
| 4.  | Oliver Logan     | 95     |
| 5.  | Osuke Nakahara   | 94     |
| 6.  | Taketo Nishizawa | 90     |
| 7.  | Mac Livissianos  | 69     |
| 8.  | Shima Kawaoka    | 65     |
| 9.  | Jackson Crockett | 64     |
| 10. | Tristan Rowley   | 47     |

| Lp. | Zawodnik             | Punkty |
| --- | -------------------- | ------ |
| 1.  | Finley Melville Ives | 100    |
| 2.  | Luke Harrold         | 80     |
| 3.  | Ben Fethke           | 60     |
| 4.  | Ben Harrington       | 50     |
| 5.  | Bennett Balogh       | 45     |
| 6.  | Samuel Baumgartner   | 40     |
| 7.  | Mack Winterberger    | 36     |
| 8.  | Cooper Breen         | 32     |
| 9.  | Gavin McManus        | 29     |
| 10. | Owen McKibbin        | 26     |

| Lp. | Zawodnik             | Punkty |
| --- | -------------------- | ------ |
| 1.  | Lucas Ball           | 242    |
| 2.  | Miro Tabanelli       | 150    |
| 3.  | Finley Melville Ives | 140    |
| 4.  | Olly Nicholls        | 139    |
| 5.  | Kai Martin           | 124    |
| 6.  | Kashu Sato           | 118    |
| 7.  | Ruka Ito             | 103,5  |
| 8.  | Fergus McArthur      | 94     |
| 9.  | Leonardo Donaggio    | 90     |
| 10. | Cameron Waddell      | 80     |

| Lp. | Zawodnik             | Punkty |
| --- | -------------------- | ------ |
| 1.  | Miro Tabanelli       | 150    |
| 2.  | Lucas Ball           | 142    |
| 3.  | Kai Martin           | 124    |
| 4.  | Ruka Ito             | 103,5  |
| 5.  | Kashu Sato           | 98     |
| 6.  | Leonardo Donaggio    | 90     |
| 7.  | Olly Nicholls        | 89     |
| 8.  | Finley Melville Ives | 80     |
| 9.  | Fergus McArthur      | 80     |
| 10. | Francisco Salas      | 67,5   |

| Lp. | Zawodnik             | Punkty |
| --- | -------------------- | ------ |
| 1.  | Lucas Ball           | 100    |
| 2.  | Cameron Waddell      | 80     |
| 3.  | Finley Melville Ives | 60     |
| 4.  | Olly Nicholls        | 50     |
| 5.  | Sean Jensen          | 45     |
| 6.  | Joey Elliss          | 40     |
| 7.  | Hugh MacMenamin      | 36     |
| 8.  | Forrest Woodard      | 32     |
| 9.  | Liam Richards        | 29     |
| 10. | Charlie Hansen       | 26     |

### Kobiety
| Lp. | Data                | Miejscowość     | Konkurencja | 1. miejsce         | 2. miejsce        | 3. miejsce        |
| --- | ------------------- | --------------- | ----------- | ------------------ | ----------------- | ----------------- |
| 1.  | 14 sierpnia 2024    | Mount Hotham    | SX          | Li Wenwen          | Pan Yuchen        | Zhang Xuelian     |
| 2.  | 15 sierpnia 2024    | Mount Hotham    | SX          | Li Wenwen          | Pan Yuchen        | Zhang Xuelian     |
|     | 16 sierpnia 2024    | Mount Hotham    | SX          | Odwołano           | Odwołano          | Odwołano          |
| 3.  | 17 sierpnia 2024    | The Remarkables | SS          | Han Linshan        | Xiong Wenhui      | Liu Mengting      |
| 4.  | 27 sierpnia 2024    | Perisher        | MO          | Haruka Ihara       | Charlotte Wilson  | Shiori Asano      |
| 5.  | 28 sierpnia 2024    | Perisher        | MO          | Charlotte Wilson   | Haruka Ihara      | Hikaru Sakai      |
|     | 31 sierpnia 2024    | Mount Buller    | DM          | Odwołano           | Odwołano          | Odwołano          |
| 6.  | 5 września 2024     | Cardrona        | SS          | Flora Tabanelli    | Yang Ruyi         | Elaina Krusiewski |
| 7.  | 30 września 2024    | Cardrona        | BA          | Madeleine Disbrowe | Caoimhe Heavey    | Indra Brown       |
| 8.  | 1 października 2024 | Cardrona        | HP          | Indra Brown        | Abby Winterberger | Hanna Lamm        |
|     | 2 października 2024 | Cardrona        | SS          | Odwołano           | Odwołano          | Odwołano          |

### Klasyfikacje
| Lp. | Zawodniczka       | Punkty |
| --- | ----------------- | ------ |
| 1.  | Li Wenwen         | 200    |
| 2.  | Pan Yuchen        | 160    |
| 3.  | Zhang Xuelian     | 120    |
| 4.  | Kyra Wheatley     | 95     |
| 5.  | Lucia Parsons     | 86     |
| 6.  | Letitia Murphy    | 80     |
| 7.  | Ayami Morita      | 74     |
| 8.  | Pu Rui            | 68     |
| 9.  | Dai Xinrui        | 61     |
| 10. | Arabella Wheatley | 50     |

| Lp. | Zawodniczka      | Punkty |
| --- | ---------------- | ------ |
| 1.  | Haruka Ihara     | 180    |
| 1.  | Charlotte Wilson | 180    |
| 3.  | Marin Ito        | 100    |
| 4.  | Shiori Asano     | 96     |
| 5.  | Hikaru Sakai     | 92     |
| 6.  | Indiana Speirs   | 85     |
| 7.  | Nanami Mizunuma  | 76     |
| 8.  | Kurea Mise       | 53     |
| 9.  | Zoe Dwinell      | 53     |
| 10. | Rina Mizunuma    | 51     |

| Lp. | Zawodniczka       | Punkty |
| --- | ----------------- | ------ |
| 1.  | Indra Brown       | 100    |
| 2.  | Abby Winterberger | 80     |
| 3.  | Hanna Lamm        | 60     |
| 4.  | Keva Kelly        | 50     |
| 5.  | Kaitlyn Reital    | 45     |
| 6.  | Anja Barugh       | 40     |
| 7.  | Hiyori Terasawa   | 36     |
| 8.  | Olivia Hein       | 32     |
| 9.  | Brooklyn Woods    | 29     |
| 10. | Shin Hye-rin      | 26     |

| Lp. | Zawodniczka        | Punkty |
| --- | ------------------ | ------ |
| 1.  | Madeleine Disbrowe | 200    |
| 2.  | Yang Ruyi          | 170    |
| 3.  | Xiong Wenhui       | 155    |
| 4.  | Flora Tabanelli    | 150    |
| 5.  | Han Linshan        | 148    |
| 6.  | Indra Brown        | 139,5  |
| 7.  | Elaina Krusiewski  | 135    |
| 8.  | Sylvia Trotter     | 112    |
| 9.  | Kiho Sugawara      | 87,5   |
| 10. | Caoimhe Heavey     | 80     |

| Lp. | Zawodniczka        | Punkty |
| --- | ------------------ | ------ |
| 1.  | Yang Ruyi          | 170    |
| 2.  | Xiong Wenhui       | 155    |
| 3.  | Flora Tabanelli    | 150    |
| 4.  | Han Linshan        | 148    |
| 5.  | Elaina Krusiewski  | 135    |
| 6.  | Madeleine Disbrowe | 100    |
| 7.  | Kiho Sugawara      | 87,5   |
| 8.  | Indra Brown        | 79,5   |
| 9.  | Sylvia Trotter     | 76     |
| 10. | Liu Mengting       | 60     |

| Lp. | Zawodniczka        | Punkty |
| --- | ------------------ | ------ |
| 1.  | Madeleine Disbrowe | 100    |
| 2.  | Caoimhe Heavey     | 80     |
| 3.  | Indra Brown        | 60     |
| 4.  | Lucinda Laird      | 50     |
| 5.  | Sian Townsend      | 45     |
| 6.  | Elise Tate         | 40     |
| 7.  | Sylvia Trotter     | 36     |